# Juan Belencoso
Juan Belencoso (Elche de la Sierra, 1º settembre 1981) è un calciatore spagnolo, attaccante dell'SFC Minerva.

## Carriera

### Club
Ha segnato più di 120 reti in tutti i campionati.

## Palmarès

### Club

#### Competizioni nazionali
- Tercera División: 1

Mérida: 2004-2005 (gruppo XIV)
- Campionato hongkonghese: 1

Kitchee: 2013-2014
- Indian Super League: 1

Atlético de Kolkata: 2016